# Jiangfang
Jiangfang (kinesiska: 蒋坊) är en ort i Kina. Den ligger i provinsen Hunan, i den södra delen av landet, omkring 320 kilometer sydväst om provinshuvudstaden Changsha. Antalet invånare är 1 120.
Runt Jiangfang är det ganska tätbefolkat, med 96 invånare per kvadratkilometer. Närmaste större samhälle är Xiyan, 17,9 km nordost om Jiangfang. I omgivningarna runt Jiangfang växer i huvudsak blandskog.
Genomsnittlig årsnederbörd är 1 831 millimeter. Den regnigaste månaden är juni, med i genomsnitt 271 mm nederbörd, och den torraste är december, med 64 mm nederbörd.